# Forsythe Crag
Der Forsythe Crag ist ein unregelmäßig geformter und 1400 m hoher Nunatak im Australischen Antarktis-Territorium. In der Britannia Range ragt er 6 km ostnordöstlich des Darnell-Nunatak im südlichen Teil des Hughes-Beckens inmitten von Eismassen auf, die in südlicher Richtung zum Byrd-Gletscher fließen. Sein abgeflachter Gipfel ist umgeben von glazial geformten Felsspornen.
Das Advisory Committee on Antarctic Names benannte ihn 2009 nach Douglas M. Forsythe, Leitender Baukoordinator auf der Amundsen-Scott-Südpolstation im Rahmen des United States Antarctic Program von 1994 bis 2009.